# Callidium syriacum
Callidium syriacum là một loài bọ cánh cứng trong họ Cerambycidae.